# David Duval
David Duval, född 9 november 1971 i Jacksonville i Florida, är en professionell golfspelare på den amerikanska PGA-touren.
Duval vann U.S. Junior Amateur 1989. Han blev professionell 1993 och hans karriär tog fart mellan 1997 och 2001 då han vann 13 PGA-tävlingar. Under en period kallades han "den bäste spelaren som aldrig hade vunnit en major". Hans seger i The Open Championship satte dock stopp för den titeln.
Bland övriga höjdpunkter i karriären finns bland annat hans topplacering i golfens världsranking i april 1999 samt då han gick på 59 slag under den sista rundan i 1999 års Bob Hope Chrysler Classic. Fram till dess hade endast två spelare klarat det på herrarnas PGA Tour och det var Al Geiberger och Chip Beck.

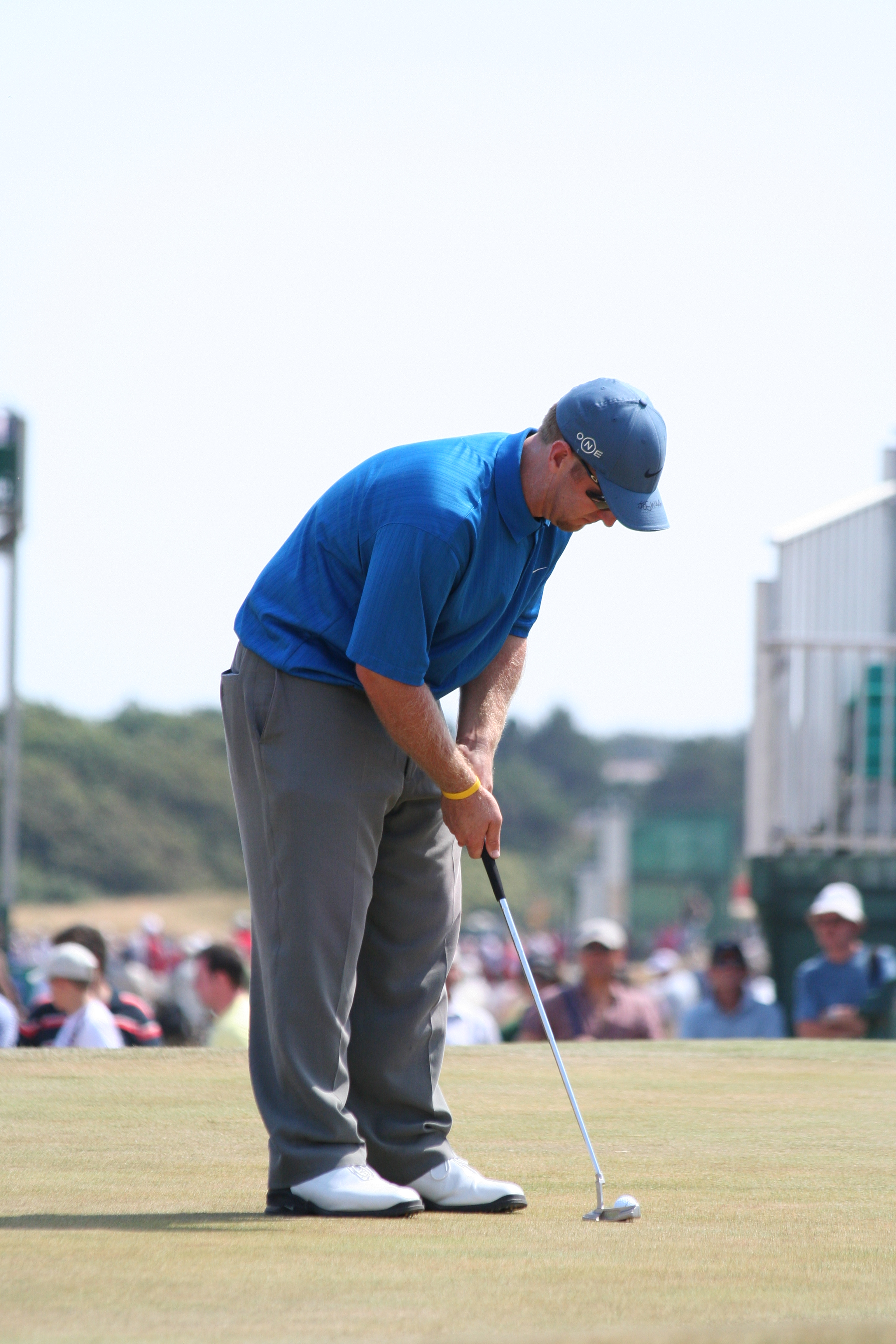
David Duval på The Open Championship 2006, på golfklubben Royal Liverpool i England.

Efter sin seger i The Open Championship tappade Duval formen och 2002 placerade han sig på 80:e plats i penningligan och 2003 slutade han på 211:e plats vilket gjorde att han tog ett längre avbrott från tävlingsgolfen. Det fanns många orsaker till att han tappade formen, bland annat ryggproblem, personliga problem och problem med yrsel.
Många trodde att hans karriär var slut men han återvände till golfen 2004 i US Open där han under de två första rundorna gick på 25 slag över par och missade cutten. Duval har kämpat hårt sedan sin återkomst och hans bästa resultat är en trettondeplats i 2004 års Deutsche Bank Championship.
När Duval låg på topp så betraktades han som reserverad och var inte en publikfavorit men numera så sympatiserar de flesta med honom och önskar att han övervinner sina problem och kommer tillbaka till toppgolfen.

## Meriter

### Majorsegrar
- 2001 The Open Championship

### PGA-segrar
- 1997  Michelob Championship at Kingsmill, Walt Disney World/Oldsmobile Classic, The Tour Championship
- 1998 Tucson Chrysler Classic, Shell Houston Open, NEC World Series of Golf, Michelob Championship at Kingsmill
- 1999 Mercedes Championships, Bob Hope Chrysler Classic, The Players Championship, BellSouth Classic
- 2000  Buick Challenge